# ГЕС Naitwar Mori
ГЕС Naitwar Mori – гідроелектростанція, що споруджується на півночі Індії у штаті Уттаракханд. Знаходячись перед ГЕС Чібро, становитиме верхній ступінь каскаду на річці Тонс, правій притоці Джамни, ктора в свою чергу є правою притокою Гангу. В майбутньому між станціями Naitwar Mori та Чібро планується спорудження ще кількох гідрогенеруючих об’єктів.
В межах проекту річку перекриють бетонною греблею висотою 31 метр та довжиною 49 метрів, на час спорудження якої воду відводитимуть за допомогою каналу довжиною 0,25 км та шириною 20 метрів. Вона утримуватиме невеличке водосховище з площею поверхні лише 5 гектарів та припустимим коливанням рівня у операційному режимі між позначками 1261 та 1267 метрів НРМ (під час повені до 1268 метрів НРМ). 
Зі сховища по каналу довжиною 0,17 км ресурс надходитиме у два басейни для видалення осаду розмірами 130х25 метрів та глибиною 14 метрів. Далі вода транспортуватиметься дериваційним тунелем довжиною 4,3 км з діаметром 5,6 метра, який переходитиме у напірну шахту довжиною 0,11 км з діаметром 4 метра, а та розгалужуватиметься на два короткі водоводи з діаметрами 2,8 метра. В системі також працюватиме вирівнювальний резервуар висотою 58 метрів з діаметром 18 метрів.
Споруджений у підземному виконанні машинний зал матиме розміри 58х19 метрів при висоті 33 метра, крім того, для розміщення трансформаторного обладнання призначатиметься окреме підземне приміщення розмірами 73х12 метрів при висоті 14 метрів. Станцію обладнають двома турбінами типу Френсіс потужністю по 30 МВт, які при напорі у 91 метр забезпечуватимуть виробництво 266 млн кВт-год електроенергії на рік.
Відпрацьована вода повертатиметься у річку по відвідному тунелю довжиною 0,2 км та втричі коротшому відвідному каналу. 
Видача продукції відбувається по ЛЕП, розрахованій на роботу під напругою 220 кВ.